# Animation Collective
Animation Collective foi um estúdio americano de animação situado em Nova York, fundado por Larry Schwarz, conhecido por seus filmes e séries de televisão feitos com o software Adobe Flash. Seu último escritório encerrou as atividades em 2014.

## Filmes e séries
- Ellen's Acres
- HTDT
- The Incredible Crash Dummies
- Kappa Mikey
- Albern Kerl
- Kung Fu Academy
- Leader Dog: The Series
- Princess Natasha
- SKWOD
- Speed Racer: The Next Generation
- Thumb Wrestling Federation
- Tortellini Western: The Series
- Wulin Warriors
- Three Delivery